# Namibia ai Giochi della XXXII Olimpiade
La Namibia ha partecipato ai Giochi della XXXII Olimpiade, che si sono svolti a Tokyo, Giappone, dal 23 luglio all'8 agosto 2021 (inizialmente previsti dal 24 luglio al 9 agosto 2020 ma posticipati per la pandemia di COVID-19) con undici atleti, cinque uomini e sei donne.
Si è trattato dell'ottava partecipazione di questo paese ai Giochi estivi.

## Medaglie
| Riepilogo quotidiano | Riepilogo quotidiano | Riepilogo quotidiano | Riepilogo quotidiano | Riepilogo quotidiano | Riepilogo quotidiano | Riepilogo quotidiano |
| -------------------- | -------------------- | -------------------- | -------------------- | -------------------- | -------------------- | -------------------- |
| Giorno               | Data                 |                      |                      |                      | Totale               |                      |
|                      | 3/8                  | 0                    | 1                    | 0                    |                      |                      |
| Totale               | Totale               | 0                    | 1                    | 0                    | 1                    |                      |

### Medagliere per disciplina
| Sport            | Oro | Argento | Bronzo | Totale |
| ---------------- | --- | ------- | ------ | ------ |
| Atletica leggera | 0   | 1       | 0      | 1      |
| Totale           | 0   | 1       | 0      | 0      |

### Medaglie d'argento
| Medaglia | Nome            | Sport    | Evento                    |
| -------- | --------------- | -------- | ------------------------- |
| Argento  | Christine Mboma | Atletica | 200 metri piani femminili |

## Delegazione
| Sport            | Uomini | Donne | Totale |
| ---------------- | ------ | ----- | ------ |
| Atletica leggera | 1      | 3     | 4      |
| Canottaggio      | 0      | 1     | 1      |
| Ciclismo         | 2      | 2     | 4      |
| Nuoto            | 1      | 0     | 1      |
| Pugilato         | 1      | 0     | 1      |
| Totale           | 5      | 6     | 11     |

## Risultati

### Atletica leggera
| Q | Qualificato al turno successivo per la posizione in qualificazione                                                           |
| q | Qualificato per il turno successivo per ripescaggio o, negli eventi su campo, conquistando la misura minima per qualificarsi |

Maschile
Eventi su pista e strada
| Atleta                | Evento   | Batteria  | Batteria  | Semifinale | Semifinale | Finale    | Finale    |
| Atleta                | Evento   | Risultato | Posizione | Risultato  | Posizione  | Risultato | Posizione |
| --------------------- | -------- | --------- | --------- | ---------- | ---------- | --------- | --------- |
| Tomas Hilifa Rainhold | Maratona | N.D.      | N.D.      | N.D.       | N.D.       | 2h18'28   | 42º       |

Femminile
Eventi su pista e strada
| Atleta             | Evento      | Batteria  | Batteria  | Semifinale | Semifinale | Finale    | Finale    |
| Atleta             | Evento      | Risultato | Posizione | Risultato  | Posizione  | Risultato | Posizione |
| ------------------ | ----------- | --------- | --------- | ---------- | ---------- | --------- | --------- |
| Beatrice Masilingi | 200 m piani | 22"63     | 2ª Q      | 22"40      | 2ª Q       | 22"28     | 6ª        |
| Christine Mboma    | 200 m piani | 22"11     | 1ª Q      | 21"97      | 5ª Q       | 21"81     |           |
| Helalia Johannes   | Maratona    | N.D.      | N.D.      | N.D.       | N.D.       | 2h31'22   | 11ª       |

### Canottaggio
| FA   | Qualificato in finale A (per le medaglie)     |
| FB   | Qualificato in finale B (non per le medaglie) |
| FC   | Qualificato in finale C (non per le medaglie) |
| FD   | Qualificato in finale D (non per le medaglie) |
| FE   | Qualificato in finale E (non per le medaglie) |
| FF   | Qualificato in finale F (non per le medaglie) |
| SA/B | Semifinali A/B                                |
| SC/D | Semifinali C/D                                |
| SE/F | Semifinali E/F                                |
| QF   | Qualificato ai quarti di finale               |
| R    | Ripescaggio                                   |

| Atleta         | Evento  | Batteria | Batteria  | Ripescaggio | Ripescaggio | Semifinali | Semifinali | Finale  | Finale    |
| Atleta         | Evento  | Tempo    | Posizione | Tempo       | Posizione   | Tempo      | Posizione  | Tempo   | Posizione |
| -------------- | ------- | -------- | --------- | ----------- | ----------- | ---------- | ---------- | ------- | --------- |
| Maike Diekmann | Singolo | 7'56"37  | 3º R      | 8'21"69     | 5º SC/D     | 7'40"77    | 3º FC      | 7'52"17 | 18º       |

### Ciclismo

#### Ciclismo su strada
Dan Craven avrebbe dovuto partecipare alla Corsa in linea maschile ma è costretto a non partecipare perché risultato positivo al COVID-19; viene rimpiazzato da Tristan de Lange.
| Atleta           | Evento                   | Tempo | Posizione |
| ---------------- | ------------------------ | ----- | --------- |
| Tristan de Lange | Corsa in linea maschile  | DNF   | DNF       |
| Vera Looser      | Corsa in linea femminile | DNF   | DNF       |

#### Mountain bike
| Atleta      | Evento                  | Tempo    | Classifica |
| ----------- | ----------------------- | -------- | ---------- |
| Alex Miller | Cross-country maschile  | 1h34'26" | 31º        |
| Eva Lechner | Cross-country femminile | -3 giri  | 36ª        |

### Nuoto
| Atleta          | Evento         | Batterie | Batterie  | Semifinali | Semifinali | Finale    | Finale    |
| Atleta          | Evento         | Tempo    | Posizione | Tempo      | Posizione  | Tempo     | Posizione |
| --------------- | -------------- | -------- | --------- | ---------- | ---------- | --------- | --------- |
| Phillip Seidler | 10 km maschili | N.D.     | N.D.      | N.D.       | N.D.       | 1h53'14"1 | 16º       |

### Pugilato
| Atleta      | Evento                | Sedicesimi           | Ottavi di finale         | Quarti di finale     | Semifinali           | Finale               | Pos.            |
| Atleta      | Evento                | Avversario Risultato | Avversario Risultato     | Avversario Risultato | Avversario Risultato | Avversario Risultato | Pos.            |
| ----------- | --------------------- | -------------------- | ------------------------ | -------------------- | -------------------- | -------------------- | --------------- |
| Jonas Jonas | Pesi leggeri maschile | Bye                  | H. Garside (AUS) P (0-5) | non qualificato      | non qualificato      | non qualificato      | non qualificato |